# Richard Cromwell (actor)
Richard Cromwell (nacido como LeRoy Melvin Radabaugh; Long Beach, California, 8 de enero de 1910-Hollywood, 11 de octubre de 1960), también conocido como Roy Radabaugh, fue un actor estadounidense. Su carrera gozó de gran apogeo gracias a las películas Jezabel (1938), y Young Mr. Lincoln (1939). Sin embargo, la fama de Cromwell fue quizás asegurada por primera vez en The Lives of a Bengal Lancer (1935). Esa cinta fue la primera gran producción dirigida por Henry Hathaway y se basó en la popular novela de Francis Yeats-Brown, además, le valió a Paramount Studios una nominación al Premio Óscar a Mejor Película en 1935, aunque perdió el galardón ante el filme, Mutiny on the Bounty.
Leslie Halliwell de The Filmgoer's Companion, resumió el atractivo perdurable de Cromwell cuando lo describió como «un protagonista, [el] amable héroe de las primeras películas sonoras.»

## Biografía y carrera
Cromwell nació en Long Beach, California, en el seno de una familia de cinco hermanos. Su padre, Ralph R. Radabaugh, un inventor, falleció súbitamente por la gripe durante la pandemia de gripe de 1918, estando Cromwell todavía en la escuela primaria. Mientras ayudaba a su joven madre, Fay B. Stocking Radabaugh, a sacar adelante a la familia con pequeños empleos, Cromwell ingresó en el Chouinard Art Institute de Los Ángeles con una beca. El Instituto fue el precursor de lo que sería el California Institute of the Arts. A medida que Cromwell desarrollaba su talento en diferentes disciplinas artísticas, hizo amistad a finales de la década de 1920 con algunas jóvenes actrices que posaban para él y que adquirían sus trabajos. Entre ellas figuraban Tallulah Bankhead, Joan Crawford, Anna Q. Nilsson, Greta Garbo, Claire Dubrey, Ann Sothern, e incluso Marie Dressler (con la cual más adelante compartiría reparto en 1932 con Emma). Otras artistas con las que contactó fueron las actrices de Broadway Lilyan Tashman, Katharine Cornell, y Beatrice Lillie.

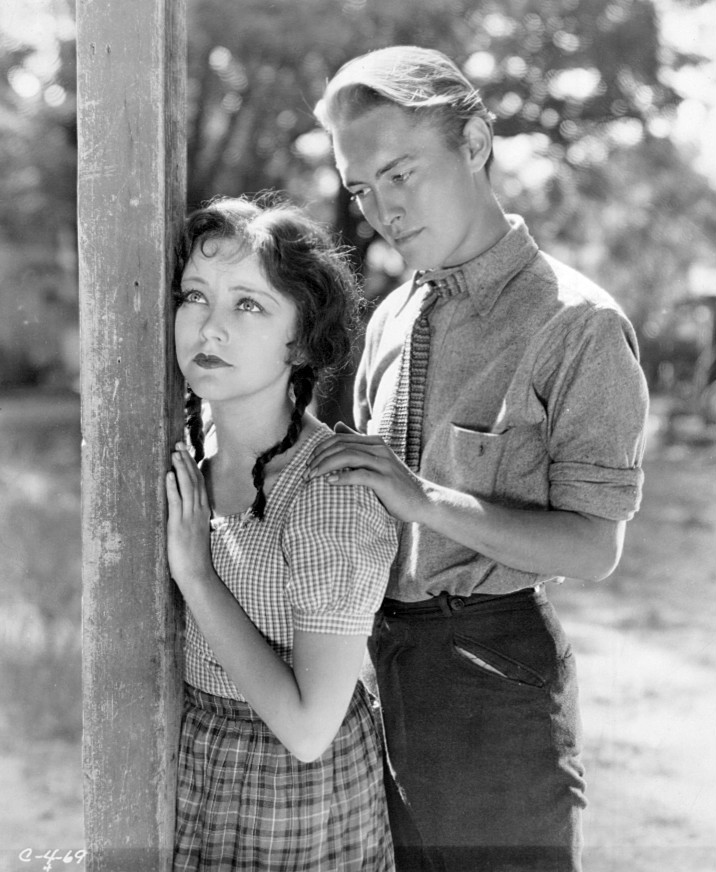
Cromwell con Joan Peers en Tol'able David (1930).

El joven Roy Radabaugh, como era entonces conocido, se había interesado en trabajar como extra cinematográfico, y apareció en King of Jazz (1930), junto a Paul Whiteman y su banda. En un capricho, los amigos le estimularon a presentarse a una prueba en 1930 para intervenir en la versión de la película muda de Richard Barthelmess Tol'able David (1930). Radabaugh ganó el papel, y Harry Cohn le dio su nombre artístico y lazó su carrera. Cromwell ganaba 75 dólares semanales por su trabajo en Tol'able David. Noah Beery y John Carradine coprotagonizaban el film. Gracias a su éxito y la calidad de su actuación, Cohn firmó con Cromwell un contrato multianual.
Cromwell por entonces mantenía una buena amistad con Marie Dressler, que duró hasta el fallecimiento de ella por un cáncer en 1934. Dressler fue nominada para un segundo Oscar a la mejor actriz por su actuación en la película de 1932 Emma. Con dicha película Dressler demostró su generosidad con los compañeros de reparto, al insistir personalmente en que los productores eligieran a Cromwell para trabajar junto a ella. En Emma también actuaba Myrna Loy en una de sus primeras actuaciones para el cine. Tras finalizar Emma, el director Clarence Brown probó a Cromwell para hacer el papel masculino principal de su siguiente estreno: The Son-Daughter. Sin embargo, el papel fue ganado finalmente por Ramón Novarro, y Cromwell nunca volvió a trabajar con MGM.
El siguiente trabajo de Cromwell, en 1932, fue bajo cesión a RKO Pictures, en el papel de Mike en la película de Gregory La Cava The Age of Consent, junto a Eric Linden y Dorothy Wilson. En este período rodó también Hoop-La (1933), film en el que es seducido por Clara Bow. Esta película fue considerada el canto del cisne de Bow. Con gran demanda de trabajo, Cromwell trabajó en Tom Brown of Culver (Héroe o cobarde) ese mismo año. En este momento de su carrera, a principios de los años treinta, Cromwell también hizo publicidad para Lucky Strike.
Después vino una sobresaliente actuación de Cromwell en el papel del líder de una banda juvenil en la película de culto de Cecil B. DeMille This Day and Age (La juventud manda) (1933). Paramount Pictures, el estudio de Demille, pagaba a Cromwell, cedido por Columbia, un salario de 200 dólares semanales.
Tras un prometedor inicio, muchas de las primeras películas de Cromwell en Columbia Pictures y en otros estudios fueron de poca relevancia y hoy en día están prácticamente olvidadas. Por ejemplo, Cromwell trabajó con Will Rogers en Life Begins at 40 para la Fox Film Corporation en 1935 y, a pesar de ser uno de los últimos papeles de Rogers, es prácticamente imposible encontrar dicho título en cualquier guía. Lo mismo ocurre con Poppy, de la Paramount (1936), donde Cromwell interpretaba al pretendiente de la hija de W.C. Fields, Rochelle Hudson. En 1937, fue el joven ladrón enamorado de Helen Mack y prófugo perseguido por Lionel Atwill en la escasamente proyectada, pero todavía interesante, The Wrong Road, de RKO Pictures.
En 1936, Cromwell dio un giro a su carrera y actuó en Broadway en una obra original de Joseph Viertel titulada So Proudly We Hail. Se trataba de un drama militar dirigido por el futuro director cinematográfico Charles Walters, y protagonizado también por Eddie Bracken. Las críticas sobre la actuación de Cromwell aparecidas en el Herald Tribune, el New York World Telegram y el New York Times fueron muy positivas. A pesar de ello, la obra solo se representó 14 veces en el teatro de la Calle 46.

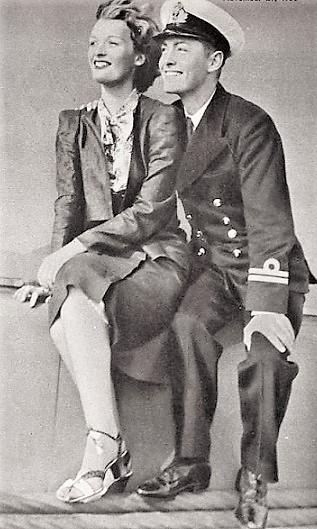
Cromwell con Hazel Terry en Our Fighting Navy (1937).

En esta época Cromwell había perdido su restrictivo contrato con Columbia Pictures, y actuaba como independiente. El 15 de julio de 1937 Cromwell fue la estrella invitada de "The Royal Gelatin Hour" dirigida por Rudy Vallee, en un número dramático junto a Fay Wray. Satisfecho con la experiencia, Cromwell consiguió una prueba para el papel de Kit Marshall, en el programa Those We Love, emitido primero en la cadena de radio NBC, y posteriormente en la CBS. El programa se emitió regularmente los lunes por la noche desde 1938 hasta 1942, y Cromwell actuó con Nan Grey. Otros actores que trabajaron en la serie fueron Helen Word, Francis X. Bushman y Gale Gordon. Completaba el reparto, en una interpretación muy anterior a su fructífera carrera cinematográfica y televisiva, Robert Cummings.
A finales de la década de 1930, Cromwell actuó en Storm Over Bengal, para Republic Pictures, título pensado para aprovechar el éxito de The Lives of a Bengal Lancer (Tres lanceros bengalíes).
En 1939, Cromwell probó suerte nuevamente en el teatro en una producción basada en la obra de Sutton Vance Outward Bound, trabajando junto a la actriz Dorothy Jordan. El reparto de la obra en el Teatro Biltmore de Los Ángeles incluía a Cora Witherspoon y Reginald Denny.
Cromwell sirvió admirablemente durante los dos últimos años de la Segunda Guerra Mundial en la Guarda Costera de los Estados Unidos, al lado de su compañero actor,  también enrolado César Romero. Durante este período, el popular músico Cole Porter alquiló la casa de Cromwell en Hollywood Hills, mientras trabajaba en su musical Panama Hattie. Al final de la guerra, Cromwell continuó su incursión en el teatro, actuando en producciones locales. También hizo actuaciones en el circuito de teatro de verano.
Cromwell se casó con la actriz de origen británico Angela Lansbury en 1945, teniendo ella 19 años de edad en el momento de la boda. Se divorciaron en 1946. Independientemente de las verdaderas circunstancias de su unión, ya que Cromwell era gay, Cromwell y Lansbury mantuvieron su amistad hasta el fallecimiento de él en 1960.
Antes de la Segunda Guerra Mundial, en los primeros años cuarenta, Universal Pictures estrenó Enemy Agent, con Cromwell interpretando a un personaje que desbarata los planes Nazis. La película estaba también interpretada por Helen Vinson, Robert Armstrong, y Jack La Rue. En 1942 actuó en un título marginal, Baby Face Morgan, con Mary Carlisle, y producido por Producers Releasing Corporation. Cromwell disfrutó de un estímulo en su carrera con la adaptación cinematográfica del éxito radiofónico Cosmo Jones, Crime Smasher (1943), con Gale Storm. Posteriormente, con Monogram Pictures trabajó en la entrañable, aunque de baja calidad, Riot Squad. El parón en su carrera debido a la guerra le supuso una disminución en las ofertas de papeles cuando la reanudó. Cromwell finalmente se retiró del cine con un último papel en un film de 1948 titulado Bungalow 13. Esta película fue la segunda ocasión en la cual trabajaba con Margaret Hamilton. La carrera cinematográfica de Cromwell abarcó finalmente un total de 39 películas.

## Muerte
En julio de 1960, Cromwell planificó su vuelta a la pantalla, y firmó con Maury Dexter para 20th Century Fox, con la intención de participar en The Little Shepherd of Kingdom Come. Sin embargo, enfermó y falleció el 11 de octubre de 1960 en Hollywood, a causa de complicaciones de un cáncer de hígado. Tenía 50 años. Fue enterrado en Santa Ana (California).
Richard Cromwell tiene una estrella en el Paseo de la Fama de Hollywood, en el 1627 de Vine Street.

## Filmografía selecta

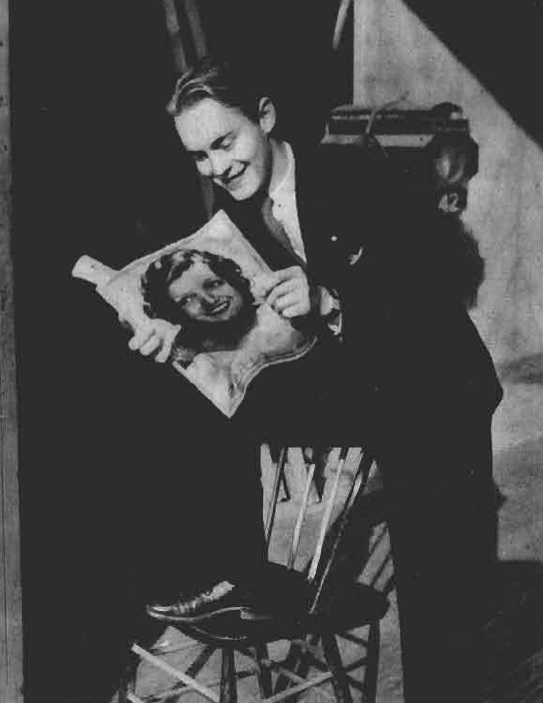
Cromwell en 1932.

| Año  | Título                                             | Personaje                      |
| ---- | -------------------------------------------------- | ------------------------------ |
| 1930 | King of Jazz                                       | Vaquero                        |
| 1930 | Tol'able David                                     | David                          |
| 1931 | Fifty Fathoms Deep                                 |                                |
| 1931 | Shanghaied Love                                    |                                |
| 1931 | Maker of Men                                       |                                |
| 1932 | The Age of Consent                                 | Mike                           |
| 1932 | Emma                                               | Ronnie                         |
| 1932 | Tom Brown of Culver                                |                                |
| 1932 | The Strange Love of Molly Louvain                  | James «Jimmy» Cook, el botones |
| 1932 | That's My Boy                                      |                                |
| 1933 | This Day and Age (La juventud manda)               | Steve Smith                    |
| 1933 | Hoop-La                                            |                                |
| 1934 | Carolina                                           | Empleado de farmacia           |
| 1935 | Life Begins at 40                                  |                                |
| 1935 | Lives of a Bengal Lancer (Tres lanceros bengalíes) | Teniente Stone                 |
| 1935 | Star Night at The Cocoanut Grove                   | Él mismo                       |
| 1936 | Poppy                                              | Billy Farnsworth               |
| 1937 | The Road Back                                      | Ludwig                         |
| 1937 | The Wrong Road                                     | Jimmy                          |
| 1938 | Jezabel                                            | Ted Dillard                    |
| 1939 | Young Mr. Lincoln                                  | Matt Clay                      |
| 1940 | Enemy Agent                                        |                                |
| 1940 | The Villain Still Pursued Her                      | Edward Middleton               |
| 1942 | Baby Face Morgan                                   | Baby Face Morgan               |
| 1948 | Bungalow 13                                        |                                |